# На риболовлю
На риболовлю (англ. Gone Fishin') — американська пригодницька комедія 1997 року.

## Сюжет
Двоє давніх друзів, Джо Вотерс і Гас Грін, вирушають на риболовлю. Але пригоди починаються вже в дорозі, коли хитрий шахрай викрадає їхню машину. Потім приятелі вирушають на пошуки захованих скарбів. Дорогою рибалки-невдахи знайомляться з двома вродливими жінками…

## У ролях
| Актор          | Роль          |
| -------------- | ------------- |
| Джо Пеші       | Джо Вотерс    |
| Денні Гловер   | Гас Грін      |
| Розанна Аркетт | Рита          |
| Лінн Вітфілд   | Енджі         |
| Віллі Нельсон  | Біллі Пулер   |
| Нік Брімбл     | Деккер Мейссі |
| Гері Граббс    | Філ Біслі     |
| Керол Кейн     | Донна Вотерс  |
| Едіт Девіс     | Кукі Грін     |
| Дженна Барі    | Джена Вотерс  |
| Саманта Браун  | Трейсі Грін   |